# Batalla del cabo de Gata

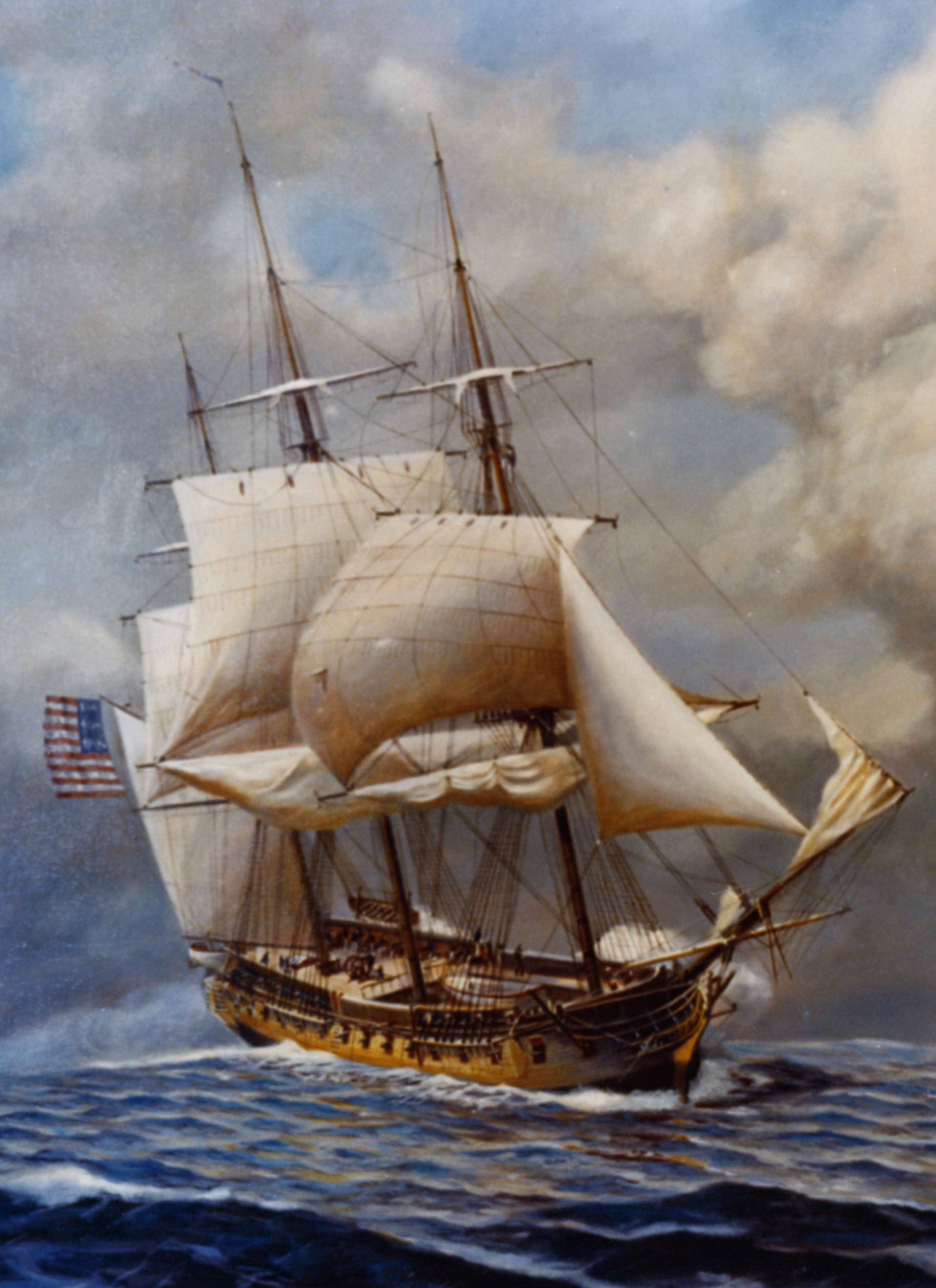
El navío estadounidense Constellation que tomó parte en la batalla del Cabo de Gata

La batalla del Cabo de Gata fue una acción naval que tuvo lugar el 17 de junio de 1815, durante la segunda guerra berberisca, en las cercanías del cabo de Gata, frente a las costas españolas, entre una escuadra de buques estadounidenses bajo el mando de Stephan Decatur, Jr. y una fragata de Argel, la Meshuda, bajo el mando del Ra'is Hammida. Los estadounidenses lograron capturar la fragata argelina, y se apuntaron una victoria decisiva sobre la regencia norteafricana, frenando la piratería y forzando la paz con el Dey, tras avanzar sin casi oposición hasta Argel.
Los estadounidenses tuvieron cuatro bajas mortales y diez heridos, por casi 406 prisioneros de guerra capturados, y treinta muertos por los argelinos, así como muchos heridos.